# Forum Freikirchlicher Pfingstgemeinden
Forum Freikirchlicher Pfingstgemeinden (FFP) är en paraplyorganisation för pingst-karismatiska samfund i Tyskland.
FFP bildades 1979 och har följande medlemsorganisationer:
- Apostolische Kirche
- Bund Freikirchlicher Pfingstgemeinden
- Church of the Foursquare Gospel Tyskland
- Church of God Tyskland
- Jugend-, Missions- und Sozialwerk
- Vereinigte Missionsfreunde
- Tyskspråkiga Vineyard
- Gemeinden der Sinti und Roma

## Källa
Das Forum Freikirchlicher Pfingstgemeinden